# Вознесенка (Покровський район)
Вознесе́нка — село Курахівської міської громади Покровського району Донецької області, Україна. У селі мешкає 52 людей.

## Загальні відомості
Відстань до центру громади становить близько 13 км і проходить автошляхом місцевого значення.
Землі села межують із територією с. Сонцівка та Новодмитрівка Покровського району Донецької області.
Поруч із селом розташований зупинний пункт Вознесенка.

## Населення
За даними перепису 2001 року населення села становило 52 особи, з них 69,23 % зазначили рідною мову українську та 30,77 % — російську.